# A18-as autópálya (Lengyelország)
Az A18-as egy autópálya, Lengyelország nyugati részén a német határtól keletre halad Krzyżowáig.

## Története
Jelenleg 14 km hosszú.